# Андрикопулос, Николаос
Николаос (Никос) Андрикопулос (греч. Νικόλαος (Νίκος) Ανδρικόπουλος; род. 17 марта 1997, Афины) — греческий легкоатлет, специалист по тройному прыжку. Выступает на профессиональном уровне с 2014 года, обладатель серебряной медали чемпионата Европы в помещении, двукратный чемпион Балкан, победитель и призёр ряда крупных международных турниров.

## Биография
Николаос Андрикопулос родился 17 апреля 1997 года в Афинах, Греция.
Первого серьёзного успеха на международном уровне добился в сезоне 2014 года, когда в составе греческой сборной одержал победу в тройном прыжке на юношеском первенстве Балкан в Сливене и выиграл бронзовую медаль на юниорском первенстве Балкан в Серре.
В 2015 году в той же дисциплине стал серебряным призёром на юниорском первенстве Балкан в Питешти.
В 2016 году выиграл юниорское первенство Балкан в Болу, выступил на юниорском мировом первенстве в Быдгоще.
В 2019 году прыгал тройным на молодёжном европейском первенстве в Евле, в финал не вышел.
В 2021 году получил серебро на зимнем чемпионате Балкан в Стамбуле, принимал участие в чемпионате Европы в помещении в Торуне, победил на чемпионате Греции в Патре, с личным рекордом 16,73 превзошёл всех соперников на летнем чемпионате Балкан в Смедерево.
В 2022 году вновь стал серебряным призёром на зимнем чемпионате Балкан в Стамбуле, занял 12-е место на чемпионате мира в помещении в Белграде, одержал победу на летнем чемпионате Балкан в Крайове, участвовал в чемпионате Европы в Мюнхене.
В 2023 году на чемпионате Европы в помещении в Стамбуле завоевал серебряную награду, уступив в финале только титулованному представителю Португалии Педро Пичардо. Выступал на чемпионате мира в Будапеште — на предварительном квалификационном этапе тройного прыжка показал результат 15,77 метра, чего оказалось недостаточно для выхода в финал.
На зимнем чемпионате Балкан 2024 года в Стамбуле стал бронзовым призёром в программе тройного прыжка.